# Scythe (gioco)
Scythe è un gioco da tavolo ideato da Jamey Stegmaier e pubblicato da Stonemaier Games nel 2016. Ambientato in una versione ucronica dell'Europa orientale degli anni '20, in esso i giocatori controllano fazioni che producono risorse, sviluppano infrastrutture economiche e usano mech dieselpunk per combattere e controllare territori. I giocatori eseguono fino a due azioni a turno facendo ricorso a delle schede individuali e il gioco procede finché un giocatore non ha completato sei obiettivi. A quel punto i giocatori ricevono monete per i risultati ottenuti e i territori che controllano e il giocatore con più monete viene dichiarato vincitore.
Scythe è stato finanziato tramite una campagna di crowdfunding su Kickstarter, che ha raccolto più di 1,8 milioni di dollari. Il gioco è stato elogiato dalla critica e dal pubblico per il suo gameplay, per la combinazione di meccaniche di gioco in stile tedesco e di combattimento, per il tema trattato e per la veste grafica, che è stata curata dal pittore polacco Jakub Różalski. Ne sono state prodotte tre espansioni principali, uno spin-off e una versione digitale.

## Modalità di gioco
Scythe è ambientato in una versione ucronica dell'Europa orientale degli anni '20 che si sta riprendendo dagli effetti della grande guerra. Dopo la caduta della città-stato conosciuta come La Fabbrica, che con il suo sviluppo tecnologico ha alimentato il conflitto tramite pesanti armi corazzate, diverse fazioni cercano fortuna ed egemonia in questo territorio in via di riqualificazione.

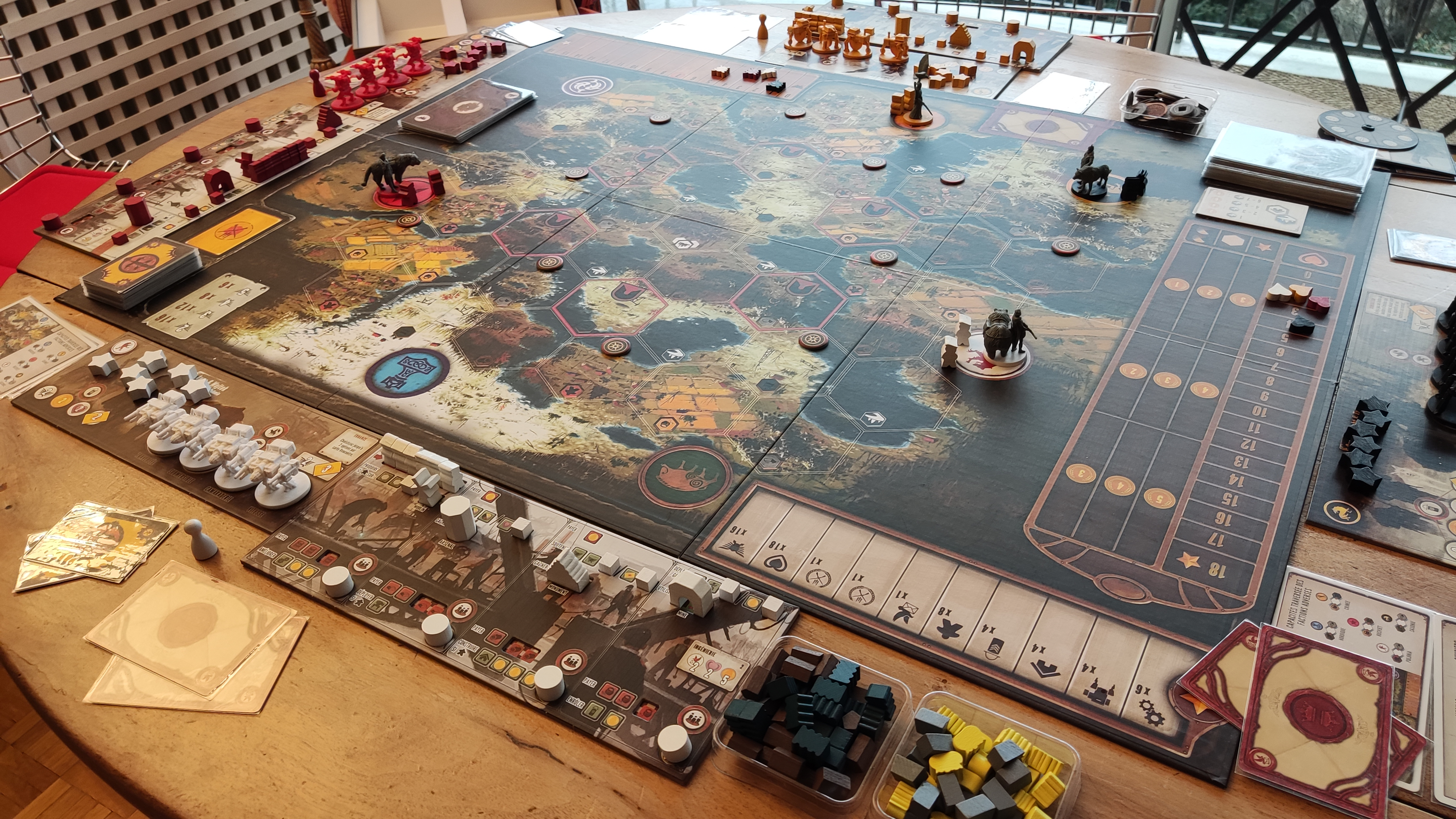
Tabellone di gioco di Scythe che mostra una partita tra Polania (bianco), Rusviet (rosso), Crimea (giallo) e Sassonia (nero).

Il gioco permette da uno fino a cinque giocatori di vestire i panni di altrettante fazioni, che si muovono su un tabellone formato da vari territori esagonali (che producono risorse), fiumi (che costituiscono ostacoli all'attraversamento), laghi e tunnel (tessere che collegano territori non adiacenti). Al centro del tabellone vi è La Fabbrica, una tessera che conferisce bonus se raggiunta e controllata alla fine del gioco. I giocatori sono chiamati a costruire un motore economico selezionando una delle quattro azioni principali a ogni turno. Ogni azione è elencata in cima a una scheda giocatore personale ed esclusiva, assegnata casualmente; ai giocatori non è consentito eseguire la stessa azione in turni consecutivi. Possono inoltre decidere di eseguire una seconda azione, collocata immediatamente sotto alla prima sulla scheda. Le azioni consentono ai giocatori di spostare unità sul tabellone, commerciare o produrre beni, rafforzare il proprio potere per il combattimento, schierare mech, costruire strutture o arruolare reclute per ottenere dei bonus momentanei e permanenti. Le azioni stesse possono essere potenziate, rendendole meno costose da effettuare o più forti quando vengono attuate.
Ogni fazione è dotata di abilità peculiari, che le rendono più o meno indicate per alcune strategie. I giocatori sono rappresentati fisicamente sul tabellone da una miniatura personaggio, dotato ognuno di una storia, un aspetto e un compagno animale individuale. I personaggi possono ingaggiare combattimento, rivendicare carte incontro dislocate in alcuni punti del tabellone per ottenere dei bonus, o ottenere carte fabbrica. Altre pedine schierabili dai giocatori sono: i mech, che possono combattere e trasportare lavoratori; e i lavoratori, che vengono impiegati in numero variabile per produrre risorse, schierare mech e costruire strutture.
Quando due giocatori si contendono il possesso dello stesso territorio tramite personaggi o mech ha luogo un combattimento. L'attaccante e il difensore sono chiamati a scegliere in segreto e simultaneamente un valore sul proprio disco di potere in base al potere che intendono spendere nello scontro. Il potere può essere inoltre aumentato da carte combattimento, che vengono anch'esse giocate coperte. Una volta fatto si confrontano i valori di potere espressi, e la fazione con il valore più alto, o in caso di pareggio l'attaccante, risulta vincitrice. Il vincitore occupa il territorio conteso e costringe alla ritirata alla propria base tutte le pedine dello sconfitto.
Ogni giocatore riceve sei stelle, che vengono collocate sul tabellone quando completa uno degli obiettivi specifici, come ad esempio schierare tutti e quattro i propri mech o vincere un combattimento. Il gioco termina immediatamente quando un giocatore ha piazzato tutte e sei le stelle. I giocatori contano quindi le monete di cui sono in possesso e quelle ottenute dal piazzamento delle stelle, dal numero di territori controllati e dalle risorse raccolte; i ricavi sono proporzionali ai punti popolarità della propria fazione nel gioco. Il giocatore che termina il gioco con più soldi vince. È quindi possibile che il giocatore che per primo realizza il sesto obiettivo non vinca la partita.
Il gioco comprende anche una modalità solitario chiamata Automa e progettata da Morten Monrad Pedersen. Essa simula le azioni di uno o più avversari artificiali, che vengono effettuate dal giocatore seguendo speciali regole semplificate, oltre a schede e materiale aggiuntivo, mentre le regole e le condizioni di vittoria per il giocatore rimangono le stesse. L'Automa ha quattro livelli di difficoltà e contempla alcune variazioni per poterne modificare il comportamento in base alle preferenze di gioco dell'utente.

## Sviluppo e pubblicazione

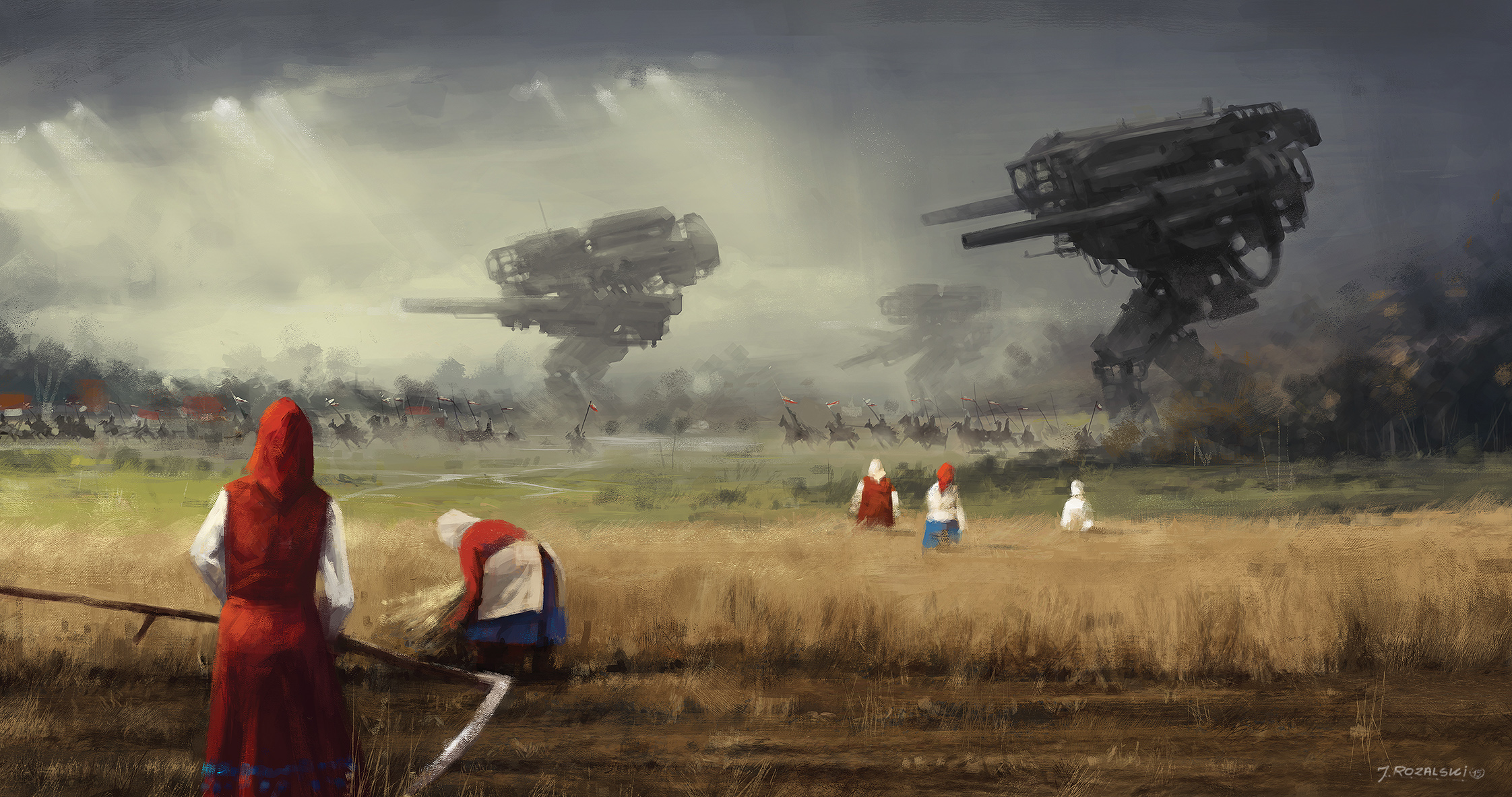
Illustrazione di Jakub Różalski utilizzata come copertina di Scythe. Si osservano gli elementi caratteristici dell'ambientazione del gioco: l'opposizione tra grandi mech dieselpunk e civili in un 1920 alternativo.

L'ispirazione originale per Scythe fu quando nel 2014 l'autore di giochi statunitense Jamey Stegmaier, fondatore di Stonemaier Games, si imbatté su Internet nelle illustrazioni dell'artista polacco Jakub Różalski e ne rimase colpito. Stegmaier propose quindi a Różalski di collaborare allo sviluppo di un gioco, affidandogli la veste grafica e garantendo all'artista di mantenere i diritti d'autore sui propri disegni. Różalski finì per fornire circa 130 illustrazioni, che funsero da base per la scelta del tema e lo sviluppo delle meccaniche di gioco.
Il gioco è ambientato nell'universo ucronico creato da Różalski e chiamato "World of 1920+", che prende ispirazione dalla guerra sovietico-polacca del 1919-1921, reinterpretata come storia alternativa in cui futuristici mech dieselpunk sono immersi in una realtà per altri versi rurale e contadina. Di conseguenza, inizialmente il gioco avrebbe dovuto avere solo due fazioni: Russia e Polonia. Durante lo sviluppo si decise poi di aggiungerne altre tre, e di lasciare spazio sul tabellone per due fazioni da aggiungere in espansioni successive. Il tema del gioco divenne quindi il più ampio conflitto tra diverse nazioni per l'egemonia in Europa orientale al termine della prima guerra mondiale. Le illustrazioni di Różalski furono anche d'ispirazione per le narrazioni che si ritrovano in numerose carte obiettivo e incontro:
(Jamey Stegmaier)
Stegmaier trascorse un mese a concettualizzare il mondo di gioco partendo dai disegni di Różalski, e tramite un processo di brainstorming i due creatori misero a punto le meccaniche e l'ambientazione. Una delle prime idee fu di incorporare un tabellone centrale con mappa, per dare una rappresentazione visiva immediata del posizionamento e dell'interazione tra le varie fazioni e rendere più interessante la dinamica di produrre, utilizzare e sottrarre risorse agli avversari. Per incentivare i giocatori a esplorare e controllare la mappa, venne inoltre introdotta La Fabbrica al centro del tabellone. Różalski impiegò un mese a creare la mappa, che venne poi affinata grazie ai suggerimenti emersi dai giocatori nei playtest. Deve al desiderio di far immergere i giocatori nella narrazione e di aumentare l'asimmetria del gioco anche l'idea di introdurre dei personaggi con dei background e delle caratteristiche unici per ogni fazione, che fu mutuata da Dead of Winter. I prototipi successivi portarono al concetto di una scheda giocatore individuale per rappresentare le azioni, una meccanica ispirata a Terra Mystica. Il sistema di combattimento fu l'aspetto più difficile da definire del gioco a detta di Stegmaier, e richiese più di trenta iterazioni; esso di ispira a Dune. Durante i quattordici mesi di sviluppo furono effettuati più di 750 playtest. Nel corso di queste sessioni Stegmaier chiedeva ai giocatori di valutare il gioco con un punteggio massimo di 10, e "quando [iniziò] a vedere queste valutazioni superare 8, [si rese conto] che si [stavano] avvicinando molto all'obiettivo".
Per finanziare il progetto, il 13 ottobre 2015 Stegmayer avviò una campagna di crowdfunding sulla piattaforma Kickstarter. L'iniziativa raccolse diverse migliaia di donatori, che vi contribuirono per 1,8 milioni di dollari, ben oltre la somma necessaria a finanziare l'impresa. Le copie fisiche del gioco furono consegnate ai sostenitori a luglio 2016. Il titolo venne quindi commercializzato alla Gen Con e al dettaglio a partire dal mese successivo. L'edizione italiana venne licenziata da Ghenos Games.

### Espansioni
Dal gioco principale sono state tratte tre espansioni e diversi pacchetti promozionali. La prima espansione, Scythe: Invaders from Afar, è uscita nel 2016. Essa aggiunge ulteriori schede giocatore e due nuove fazioni al gioco, Albion e Togawa, aumentando il numero massimo di giocatori da cinque a sette. La seconda espansione, Scythe: The Wind Gambit, è stata pubblicata nel 2017, e introduce i dirigibili e delle condizioni di fine gioco variabili. Il gioco è stato elogiato per i nuovi componenti e per le inedite condizioni di vittoria, ma i dirigibili sono stati criticati per risultare sempre meno incisivi mano a mano che il gioco procede. Nel 2017 The Wind Gambit è stato premiato con il Golden Geek Award per la migliore espansione di gioco.
Scythe: The Rise of Fenris è stata pubblicata nel 2018 come terza espansione del gioco. Essa consiste in una campagna di otto episodi e 11 moduli, in cui ogni capitolo è influenzato dal corso degli scenari precedenti. Si aggiungono inoltre due nuove fazioni (Fenris e Vesna), una modalità cooperativa e una variante multigiocatore dell'Automa. Ha ricevuto anch'essa un'accoglienza positiva e ha vinto nel 2018 il Golden Geek Award per la migliore espansione di gioco. Charlie Hall di Polygon ne ha lodato la storia, la modalità cooperativa, la ripetibilità e la varietà di gioco data dalla sua struttura modulare, mentre Travis Williams di TechRaptor ha definito "gustoso, emozionante, memorabile e, soprattutto, estremamente divertente" il modo in cui si sviluppa la campagna. 
Materiale di gioco aggiuntivo comprende: Scythe Encounters, un set di carte incontro promozionali sviluppate a partire dalle proposte dei fan e pubblicato a dicembre 2018, Scythe Modular Board, uscito nel luglio 2019 e composto da un insieme di tabelloni per variare la mappa di gioco, e Scythe Complete Rulebook, un regolamento unico che comprende gioco base ed espansioni, compilato da Matt Griepp e Brittany Griepp e pubblicato a fine 2020.

### Titoli derivati
Nel 2017 Stonemaier Games ha pubblicato uno spin-off del gioco intitolato My Little Scythe. Il titolo era inizialmente un progetto nato dai fan che è stato successivamente sviluppato in un gioco print and play progettato da Hoby e Vienna Chou. Ispirato a Scythe, presenta meccanismi simili ma è stato rielaborato e semplificato per un'esperienza più informale e adatta alle famiglie. Inizialmente i game designer volevano incorporarvi anche il franchise di My Little Pony, ma infine, a causa di problemi con la licenza, il progetto fu abbandonato e il riferimento rimane solo nel nome. Lo spin-off ha vinto nell'anno di uscita il Golden Geek Award per il miglior gioco print and play. Tech Raptor e Polygon hanno elogiato l'accessibilità, la durata, i componenti e le meccaniche del gioco, mentre Michał Szewczyk di Rebel Times ha affermato che il gioco è una versione semplificata ma ben eseguita di Scythe, che mette in relazione il mondo dei giochi da tavolo più seri e dei giochi per famiglie. Un'espansione che aggiunge due nuove fazioni e i dirigibili, intitolata My Little Scythe: Pie in the Sky, è stata messa in commercio nel giugno 2020.
Asmodee Digital ha adattato il gioco per il mercato videoludico. La trasposizione, intitolata Scythe: Digital Edition, è stata resa disponibile per il download il 5 settembre 2018 su Steam in versione per PC per sistemi operativi Mac e Windows. A questa ha fatto seguito nel 2020 una versione per dispositivi mobili iOS e Android. Il videogioco ha ricevuto critiche principalmente positive. Calvin Wong Tze Loon di PC Gamer ha lodato l'"eccellente tutorial", le meccaniche, l'aspetto e la colonna sonora, concludendo che si tratta di un gioco "evocativo, intelligente e appagante". Keith Law di Ars Technica ne ha anche apprezzato la veste grafica e il tasso di coinvolgimento, ma ha criticato il prezzo, considerato troppo elevato, e la complessità del tutorial. La rivista CD-Action ne ha fornito un giudizio più contrastante, soffermandosi soprattutto sulla somiglianza di Scythe: Digital Edition col gioco originale: «il suo più grande merito agli occhi dei puristi è con ogni probabilità anche il suo più grande difetto; Scythe: Digital Edition non offre niente che il gioco da tavolo originale non abbia». Destructoid invece ha affermato che il videogioco si completa bene al gioco da tavolo, offrendo ai giocatori la possibilità di allenarsi tramite molte partite in poco tempo.
Qualche anno dopo l'uscita di Scythe Jamey Stegmaier e Jakub Różalski hanno ripreso la collaborazione per sviluppare Expeditions, un gioco da tavolo che funge da sequel di Scythe, ambientato nello stesso universo narrativo ma con modalità di gioco diverse. In esso i giocatori sono chiamati a esplorare la tundra siberiana in cerca di frammenti di un misterioso meteorite. Il gioco è stato pubblicato da Stonemaier Games nel settembre 2023.

## Accoglienza

### Vendite
Ad aprile 2021 Stonemaier Games ha riportato che le vendite totali di Scythe avevano raggiunto le 382 000 copie. My Little Scythe, inoltre, ha superato le 50 000 copie vendute nel 2019. Scythe è stato il gioco di maggior successo commerciale di Stonemaier Games fino al 2020, quando è stato superato da Wingspan; tuttavia il franchise, comprese le espansioni e i materiali aggiuntivi, rimane il marchio più lucrativo dell'editore.

### Critica
Scythe ha ricevuto un'accoglienza molto positiva da parte della critica, che ne ha particolarmente elogiato le meccaniche di gioco, il gameplay e le illustrazioni. È stato indicato come uno dei migliori giochi da tavolo del 2016 da diversi revisori, tra cui William Herkewitz di Popular Mechanics, Aaron Zimmerman di Ars Technica, Tomasz Sokoluk di Rebel Times e Peter Jenkinson del Daily Telegraph. Diversi anni dopo la sua uscita Scythe è apparso nell'elenco dei migliori giochi da tavolo raccomandati da The Wirecutter, che ne ha elogiato "l'immensa profondità strategica" e la sua "bellissima estetica" a metà strada tra un "mondo steampunk e un idillio pastorale". Nel novembre 2024 il titolo è stato rimosso dalla lista.
Zimmerman lo descrive come un "gioco da tavolo in stile europeo profondo, enigmatico e interattivo", e ha sottolineato il riuscito bilanciamento tra la semplice struttura a turni del gioco e la complessità delle meccaniche che regolano la costruzione di un motore economico efficiente. Dello stesso avviso Matt Jarvis di Tabletop Gaming, che ha apprezzato l'equilibrio del gioco tra profondità e accessibilità, le schede giocatore dal "design ingegnoso" e il meccanismo degli incontri casuali che, a suo dire, "completa il mondo di gioco" dando ai giocatori più libertà di intervento. I critici evidenziarono in particolare l'uso da parte di Scythe sia della gestione delle risorse tipiche di un gioco all'europea che delle meccaniche di combattimento che si ritrovano principalmente nei giochi da tavolo in stile americano. Zimmerman ha paragonato la semplicità del combattimento alle mecchaniche presenti in Kemet e Dune, descrivendolo come un "esercizio di tensione", ma sottolineandone anche la relativa infrequenza nel corso del gioco. Jarvis ha apprezzato il sistema di combattimento come "veloce e altamente strategico", ma ha notato che è soprattutto la produzione di risorse ad essere essenziale ai fini della vittoria. Anche Luke Plunkett di Kotaku ha osservato che la gestione delle risorse e la costruzione sono più importanti per ottenere la vittoria del semplice combattimento.
L'asimmetria dovuta alle molte combinazioni possibili tra fazioni, ognuna con abilità diverse, e schede giocatori uniche è considerato un fattore che permette un altro grado di varietà nello svolgimento delle partite e nell'approccio al gameplay. Tuttavia per Le Monde questa asimmetria ha il limite di non offrire sempre a tutti i giocatori le stesse possibilità di vittoria. Lo stesso autore Stegmaier, nonostante i molti playtest per affinare il bilanciamento del gioco, ha riconosciuto che alcune combinazioni presentano degli effettivi vantaggi e ne ha sconsigliato l'utilizzo nel manuale di gioco.
Le illustrazioni e l'ambientazione sviluppati da Różalski hanno ricevuto il plauso universale dalla critica. Aaron Zimmerman di Ars Technica e Charlie Hall di Polygon hanno evidenziato come i disegni di Różalski costituiscano il legante del gioco oltre all'essenza tematica delle carte obiettivo e incontro, con Hall che ha aggiunto che ogni carta "è un [piccolo] tesoro". Jonathan Bolding di PC Gamer ha elogiato la qualità artistica di Scythe, affermando che "le carte presentano scene affascinanti di vita agraria giustapposte a fumanti mecha dieselpunk e macchine da guerra". Per Alex Meehan di Dicebreaker le illustrazioni hanno il merito di mostrare sia gli scenari della guerra che le sue "conseguenze sulla gente comune", giudicandole "un enorme valore aggiunto per quei giocatori in cerca di un gioco con un'ambientazione sorprendente". Tomasz Sokoluk ha definito lo stile artistico di Różalski l'elemento più distintivo del gioco, e quello che ha contribuito alla popolarità mediatica del titolo ancor prima del suo debutto.
Il gioco si adatta a un numero di giocatori variabile, sebbene sia opinione diffusa che dia il meglio con un maggior numero di fazioni. L'impegno di Stonemaier Games nel permettere un'esperienza di gioco di Scythe anche in solitaria è stato bene accolto. Luke Plunkett ha elogiato la modalità Automa, definendola "un ottimo modo per imparare i rudimenti prima di mettere insieme una squadra", pur notando differenze evidenti tra la modalità singola e quella multigiocatore. Anche per Travis Williams l'Automa è ben progettato e si presta bene anche per essere impiegato come fazione non giocante nelle partite multigiocatore.

### Riconoscimenti
Scythe ha ottenuto i seguenti premi e candidature:
- Golden Geek Award 2016 per miglior gioco da tavolo dell'anno, miglior veste grafica, miglior solitario, miglior gioco di strategia e miglior gioco tematico; secondo posto nella categoria per il gioco più innovativo[67]
- Swiss Gamers Award 2016, 1º posto[68]
- Dice Tower Award 2016 per il miglior gioco dell'anno[69]
- Tric Trac d'Or 2016, 1º posto[70]
- Origins Award 2017 per miglior gioco dell'anno, miglior gioco da tavolo e gioco più amato dal pubblico[71]
- As d'Or 2017 per il miglior gioco nella categoria esperti[72]
- Deutscher Spiele Preis 2017, 4º posto nella categoria giochi per famiglie e adulti[73]